# Paraliparis hobarti
Paraliparis hobarti és una espècie de peix pertanyent a la família dels lipàrids. La femella fa 12,4 cm de llargària màxima. Tenen seixanta-sis vèrtebres. És de color marró clar. És un peix marí, batidemersal i d'aigües fondes que viu al talús continental. És bentònic. Es troba a Austràlia. És inofensiu per als humans.